# Hydrophis pacificus
Espèce
Synonymes
- Hydrophis pacifica Boulenger, 1896
- Leioselasma pacifica (Boulenger, 1896)
- Distira macfarlani Boulenger, 1896

Statut de conservation UICN

 NT  : Quasi menacé
Hydrophis pacificus est une espèce de serpents de la famille des Elapidae.

## Répartition
Cette espèce marine se rencontre dans les eaux des îles Gilbert, de la Papouasie-Nouvelle-Guinée, de l'Indonésie et du Nord de l'Australie.

## Publication originale
- Boulenger, 1896 : Catalogue of the snakes in the British Museum. London, Taylor & Francis, vol. 3, p. 1-727 (texte intégral).